# Machine de traçage par pulvérisation
Parmi les techniques de traçage des marquages routiers, la machine de traçage par pulvérisation est la plus utilisée pour l’application sur la chaussée des peintures routières et enduits à chaud, celles-ci étant pulvérisées à haute pression.

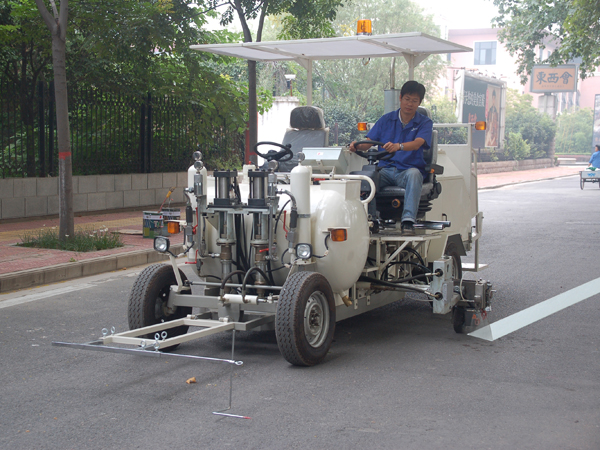
Machine de traçage par pulvérisation

## Machine avec compresseur pour peinture
Le compresseur classique impose l'utilisation de disques ou de jupes à la sortie des pistolets afin d'obtenir une bonne définition du marquage. La largeur des bandes de marquage s'effectue soit par l'écartement des disques, soit selon le diamètre de la jupe.

## Machine avec système airless pour peinture
Avec le système airless, qui consiste en une pulvérisation sous haute pression, on obtient un marquage très net, sans disque ni jupe, avec un réglage du débit nettement plus aisé.

## Machine avec système airless pour enduit à chaud
Un chauffage préalable, entre 150° et 180 °C, des thermoplastiques dans des malaxeurs fondoirs doit être réalisé :
- soit à bord de remorques ou de camions accompagnateurs de chantier ;
- soit dans la machine elle-même qui est alors autonome.

Trois dispositifs sont utilisés :
- Les machines poussées ;
- Les machines automotrices avec conducteur autoporté ;
- Les camions applicateurs.